# Léon Marchand
Léon Marchand (Toulouse, 2002. május 17. –) olimpiai és világbajnok francia úszó. A 2024-es párizsi olimpián győzött 400 méteres vegyesúszásban, 200 méteres pillangóúszásban, 200 méteres mellúszásban és 200 méteres vegyesúszásban is. Ezen kívül mindegyik egyéni versenyszámában új olimpiai rekordot állított fel. A 2023-as világbajnokságon 400 méteres vegyesúszásban megdöntötte Michael Phelps világrekordját.

## Élete
Léon Marchand édesapja, Xavier Marchand és édesanyja, Céline Bonnet szintén úszók. Mindketten vettek részt olimpián is. Marchand Amerikában jelentkezett főiskolára, és megkereste Michael Phelps korábbi edzőjét, Bob Bowmant, hogy szeretne csatlakozni csapatához. 2021-es tokiói olimpia után Bowman vette át Marchand felkészítését.

## Pályafutása
2019 augusztusában a Budapesten rendezett junior úszó-világbajnokságon bronzérmes lett 4:16,37-es idővel. 2021 márciusában a marseille-i Golden Tour versenyen tovább javított ezen, 4:14,97-re. Ez az eredménye már elérte a kvalifikációs szintet a tokiói olimpiára. Júniusban a francia olimpiai válogatón Chartresben még további öt másodpercet faragott ezen az idején is, 4:09,65-re javítva a francia országos csúcsot. Az olimpiai döntőbe 400 méter vegyesúszásban hetedik legjobb idővel jutott be és ott 4:11,16-os időt úszva a hatodik helyen ért célba. Tokióban indult még 200 méter vegyesúszásban is, de 1:58,30-as idejével a selejtezőben kiesett, valamint 200 méteres pillangóúszásban, ahol az elődöntőben 1:55,68-as idejével a 14. helyen végzett és nem jutott tovább.
A 2022-es budapesti világbajnokságon 400 méteres vegyesúszásban 4:04,28-as új Európa-csúccsal és egyben világbajnoki rekorddal győzött. A vegyesúszás 200 méteres számában is győzni tudott. 200 méteres pillangóúszásban is döntőbe jutott, és Milák Kristóf győztes idejétől 3 másodperccel elmaradva a második helyen ért célba, 1:53,37-es új országos csúccsal. A 4×100 méteres vegyesváltóban Marchand a pillangóúszás távját vállalta és segítette döntőbe a francia csapatot. Ott végül az ötödik helyet szerezték meg.
A 2023-as fukuokai világbajnokságon a 400 méteres vegyesúszás döntőjében 4:02,50-es eredménnyel megdöntötte Michael Phelps világcsúcsát. Megvédte címét 200 méteres vegyesúszásban is. 200 méteres pillangóúszásban, kihasználva Milák Kristóf távollétét, 1:52,43-as francia országos csúccsal győzni tudott.
A 2024-es párizsi olimpián 4:02,95-ös új olimpiai rekorddal győzött 400 méteres vegyesúszásban, Michael Phelps korábbi rekordját megdöntve. A 200 méteres pillangóúszás döntőjébe Milák Kristóf után a második legjobb idővel jutott be. A döntőben Milák mögött úszva, az utolsó hosszon sikerült lehajráznia a magyar úszót, és végül 1:51,21-es olimpiai rekorddal ért célba. A futam után két órával rendezték a 200 méteres mellúszás döntőjét, amelyet végig vezetve, 2:05,85-ös olimpiai csúccsal nyert meg. Megnyerte a 200 méteres vegyesúszás döntőjét is, a 4 × 100 méteres vegyesváltó tagjaként pedig bronzérmet szerzett.